# Pace di Amasya

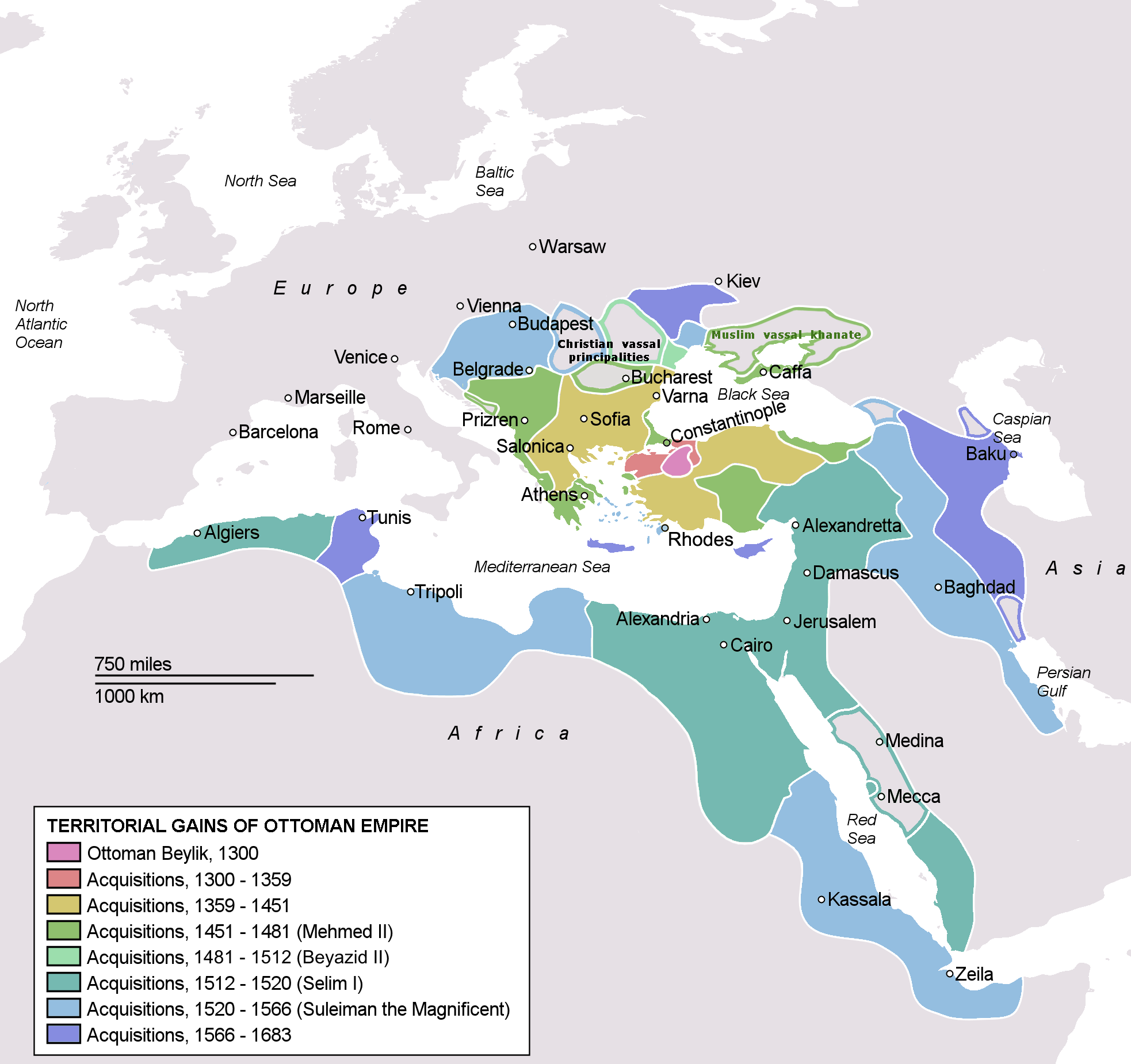
Le conquiste di Solimano il Magnifico nella guerra ottomano-safavide gli diedero accesso al Golfo persico.

La pace di Amasya (in persiano پیمان آماسیه‎) fu un trattato stipulato il 29 maggio 1555 tra Tahmasp I dell'Impero safavide e il sultano Solimano il Magnifico dell'Impero ottomano nella città di Amasya, a conclusione della guerra ottomano–safavide.

## Storia
Il trattato definì il confine tra l'Iran e l'Impero ottomano e fu seguito da venti anni di pace. Con questo trattato l'Armenia e la Georgia vennero divise equamente tra i due contendenti. L'Impero ottomano ottenne la maggior parte di Iraq, tra cui Baghdad, ottenendo così l'accesso al Golfo Persico, mentre i persiani conservarono la loro antica capitale Tabriz e le frontiere nord-occidentali come erano prima della guerra. La frontiera così stabilita correva lungo la catena montuosa di Likhi dividendo fra loro la parte orientale e occidentale della Georgia (sotto i principi vassalli nativi), attraversava l'Armenia, e le pendici occidentali dello Zagros verso il Golfo Persico. Gli Ottomani, inoltre, concessero il permesso, ai i pellegrini persiani, di accedere ai luoghi santi della Mecca e Medina così come allo Scià di recarsi ai siti di pellegrinaggio in Iraq